# Horn Culture
| Recensione | Giudizio |
| ---------- | -------- |
| AllMusic   |          |

Horn Culture è un album in studio del sassofonista jazz statunitense Sonny Rollins, pubblicato dalla Milestone Records nell'ottobre del 1973.

## Tracce
LP (1973, Milestone Records, M-9051)
Lato A
1. Pictures in the Reflection of a Golden Horn – 4:47 (musica: Sonny Rollins)
2. Sais – 11:47 (musica: Mtume)
3. Notes for Eddie – 7:49 (musica: Sonny Rollins)

Lato B
1. God Bless the Child – 5:37 (Billie Holiday, Arthur Herzog Jr.)
2. Love Man – 9:22 (musica: Sonny Rollins)
3. Good Morning, Heartache – 8:18 (Ervin Drake, Dan Fisher, Irene Higginbotham)

## Musicisti
- Sonny Rollins – sassofono tenore, sassofono soprano (A2)
- Walter Davis Jr. – pianoforte (eccetto in A2), pianoforte elettrico (A2)
- Yoshiaki Masuo – chitarra
- Bob Cranshaw – basso elettrico
- David Lee – batteria
- Mtume – percussioni (A1, A3, B1 e B2), pianoforte (A2), non suona in B3

### Produzione
- Orrin Keepnews – produzione
- Registrazioni effettuate al C I Recording di New York City, New York nell'aprile, giugno e luglio del 1973
- Elvin Campbell – ingegnere delle registrazioni
- Registrazioni aggiuntive effettuate al Fantasy Studios di Berkeley, California nel giugno 1973
- Jim Stern – ingegnere delle registrazioni (Fantasy Studios)
- Remixaggio effettuato da Elvin Campbell al C I Recording
- Tony Lane – grafica copertina album originale
- Arnold Newman – foto copertina album originale [3]